# 太田進一
太田 進一（おおた しんいち、1942年 - ）は同志社大学大学院名誉教授。大学院商学研究科教授、総合政策科学研究科教授を兼務。専攻は中小企業論、ネットワーク経営論。

## 略歴
1942年神戸市生まれ。同志社大学商学部卒業、同大大学院商学研究科修士課程修了、商学博士（同志社大学）。大阪府立商工経済研究所勤務、経済企画庁出向等を経て現職。2023年、瑞宝中綬章受章。
主著に『企業と政策―理論と実践のパラダイム転換』(単著)、『企業政策論と総合政策科学』(単著)、『知識ビジネス―オンライン取引と知識の商業化の統合』(共訳)、『知識ネットワーキング―企業連携の創造』(共訳) 、『総合政策科学入門』(共編著)、『ITと企業政策』(単著)、『ビジネスモデルと企業政策』（共著）等がある。